# Bataille de Kotesashi
Guerre de Genkō
La bataille de Kotesashi (小手指ヶ原の戦い, Kotesashi-gahara no tatakai) de 1333 fait partie de la décisive campagne de Kōzuke-Musashi de la guerre de Genkō au Japon qui met finalement un terme au shogunat Kamakura.  
Combattue dans l'actuelle ville de Tokorozawa le 11 mai 1333, elle oppose les forces impériales anti-shogunat dirigées par Nitta Yoshisada contre les forces du shogun Hōjō. Le jour suivant (12 mai), les forces s'affrontent de nouveau à la bataille de la Kume-gawa. Le résultat de ces deux jours est une victoire pour les forces impériales qui, en moins d'une semaine, descendent de 50 km au sud et défont enfin les forces du shogun au cours du siège de Kamakura.

## La bataille
Le 11 mai, les forces ennemies s'établissent sur les rives opposées de l'Iruma-gawa. Dans la matinée du 11 mai les forces impériales traversent le fleuve et ouvrent leur attaque avec un barrage de tir à l'arc. Les forces Shogunat répondent de la même façon. Puis les deux côtés envoient leurs guerriers montés en plusieurs vagues tout au long de la journée.

## Issue
Les résultats sont indécis et les deux forces se retirent à la fin de la journée pour installer leur camp et se reposer. Les pertes des deux côtés semblent modestes avec un léger avantage pour les forces impériales. Il est évident pour les deux parties que la bataille se poursuivra le lendemain. Les forces impériales campent près de la rivière Iruma et celles du shogun à quelque 5 km de la rivière Kume.
La bataille de Kotesashi est immédiatement suivie le lendemain par la bataille de la Kume-gawa.

## Source de la traduction
- (en) Cet article est partiellement ou en totalité issu de l’article de Wikipédia en anglais intitulé « Battle of Kotesashi (1333) » (voir la liste des auteurs).